# 虐阴

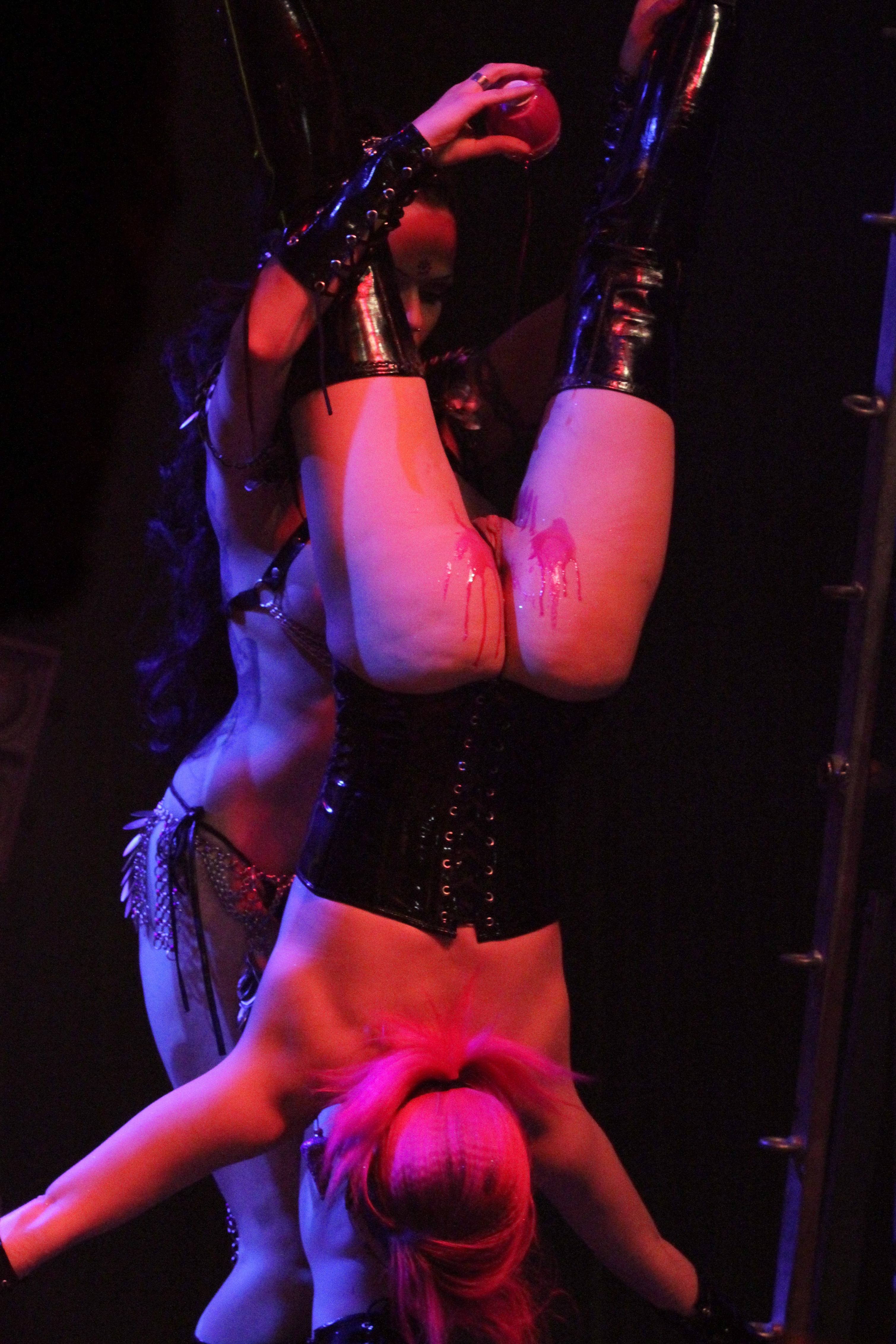
将蜡烛滴在女性生殖器上（2014年德国浪潮哥德聚）

虐阴（英语：Pussy torture或cunt torture），是一种对女性生殖器施加疼痛或进行收缩的性活动。
这可能涉及造成女性生殖器疼痛的行为，如滴蜡、鞭打、挤压、电击、刺穿、使用夹子、钳子、扩阴器、窥阴器、绳子等，或用重物附着阴唇，将物体插入阴道（如超大阴茎或阴道钩），用手（拳头）插入进行拳交，使用性爱机械，在生殖器上射水冲淋，使用振动器或阴道球进行强制性高潮，长时间坐在三角木马或sybian等。

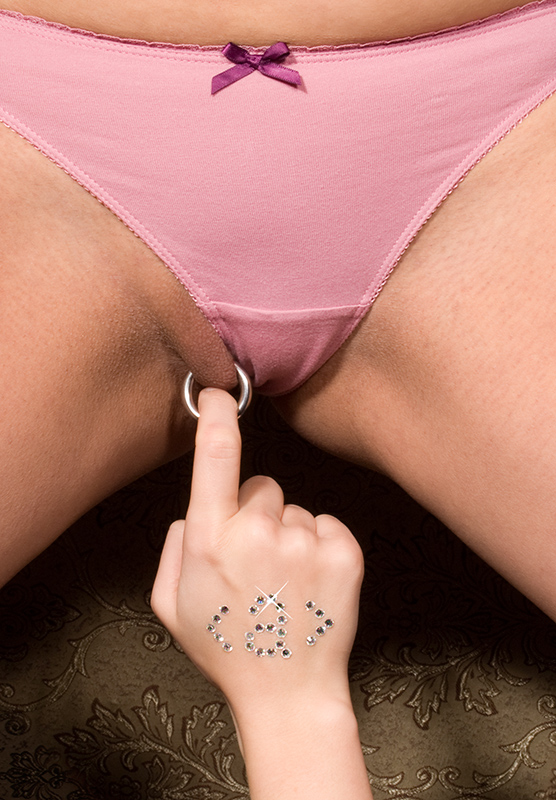
阴道环
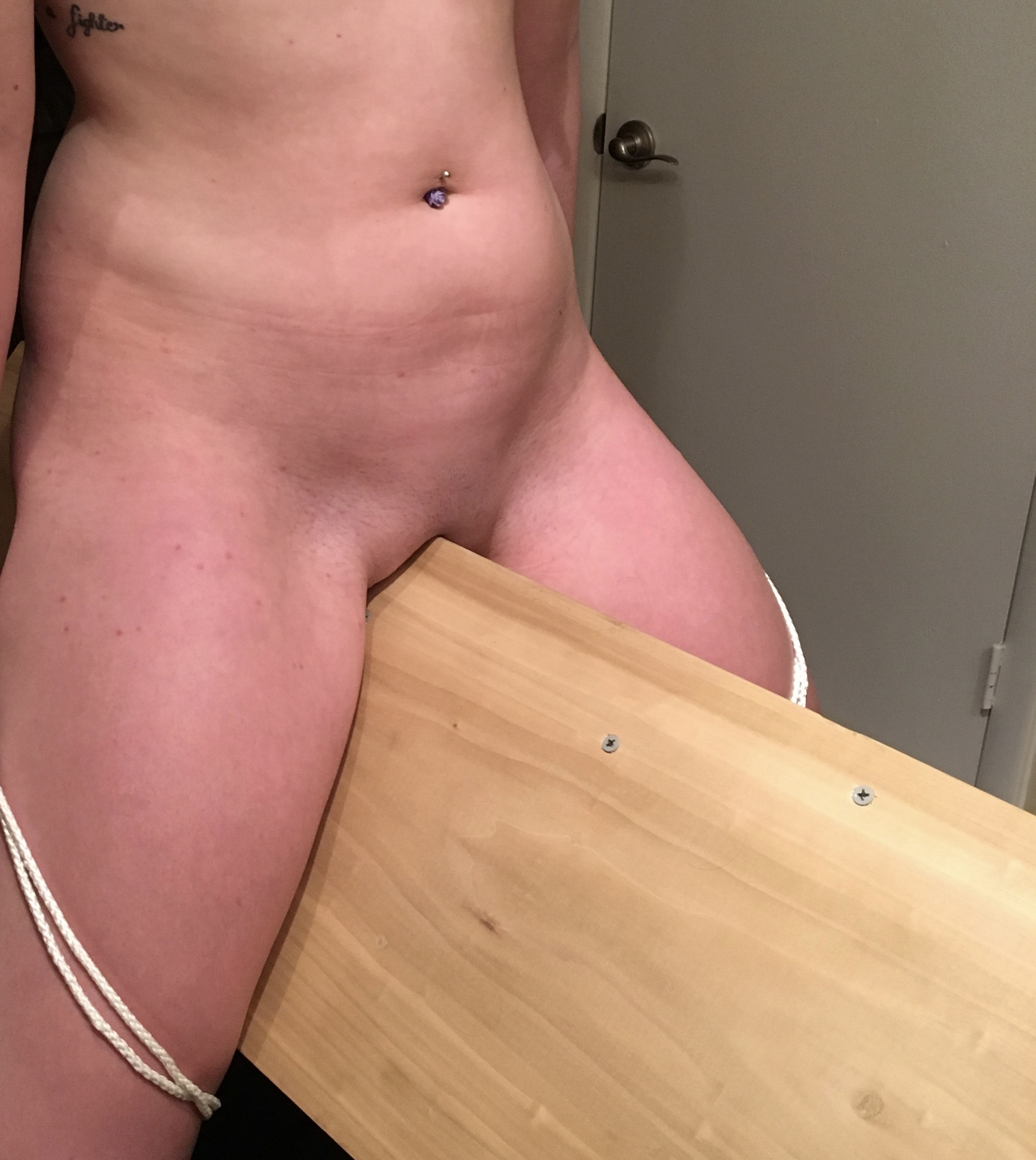
坐在三角木马上
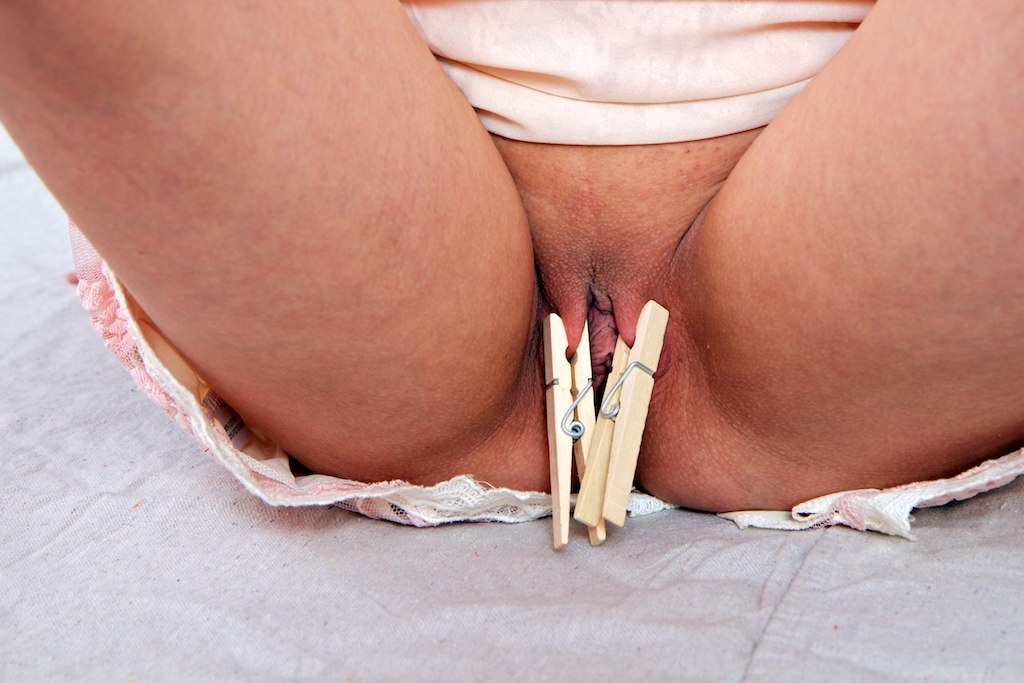
衣夹虐阴
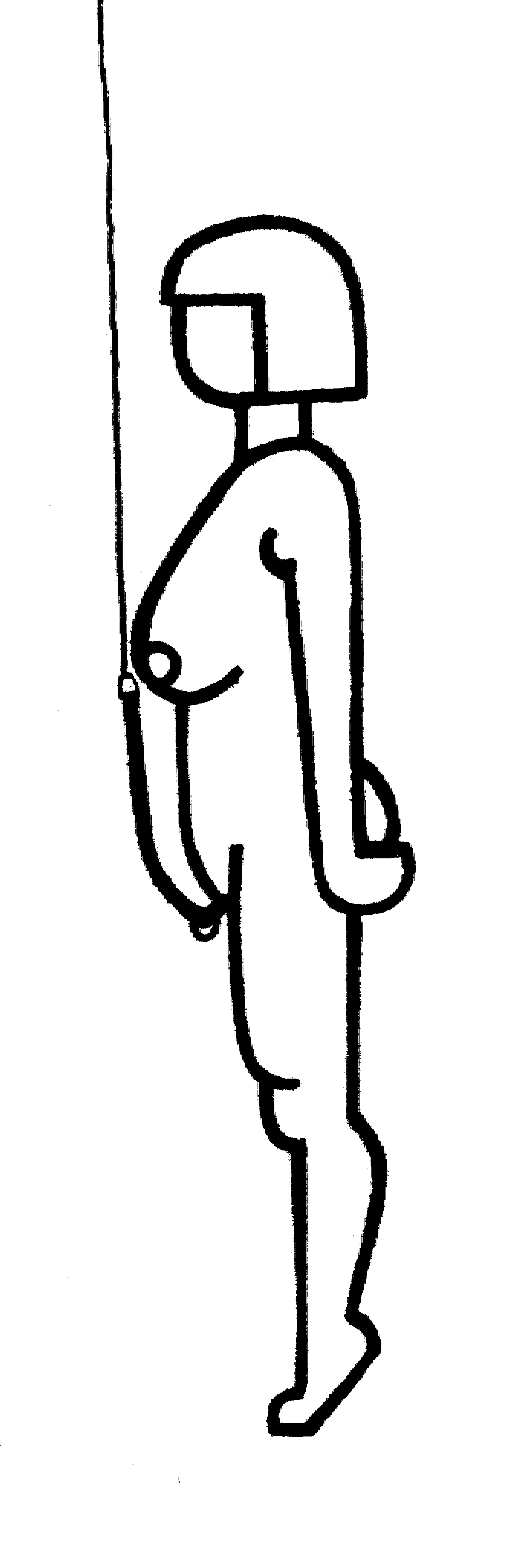
使用阴道钩进行困境束缚